# حكاية حطاب الخيزران

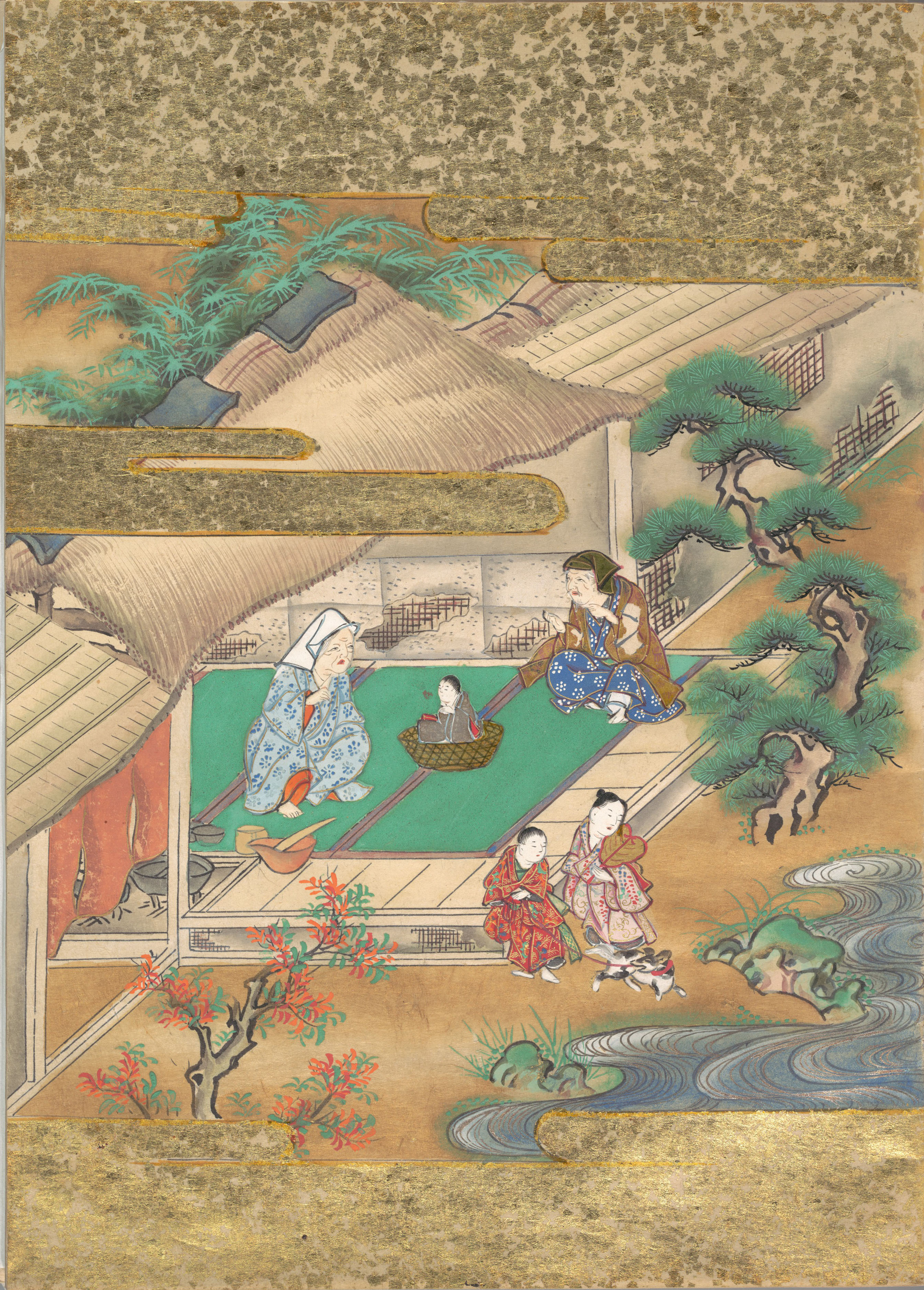
العثور على الأميرة-كاغويا، (تصوير يعود إلى حقبة إيدو في القرن السابع عشر).

حكاية حطّاب الخيزران (باليابانية:竹取物語؛ تلفظ: تاكيتوري مونوغاتاري)، هي حكاية [الإنجليزية] فلكلورية يابانية ظهرت في القرن التاسع الميلادي بإسلوب النثر السردي الياباني، وتعتبر أقدم رواية نثرية يابانية موجودة، على الرغم من أن أقدم مخطوطة لها تعود لعام 1592م.
الحكاية تعرف أيضاً باسم «حكاية الأميرة-كاغويا» (باليابانية:かぐや姫の物語؛ تلفظ: كاغويا-هيمي نو مونوغاتاري) على اسم البطلة، القصة تُظهر تفاصيل حياة فتاة غامضة تدعى كاغويا عُثر عليها كطفلة داخل ساق لنبات خيزران متوهج.

## القصة
في أحد الأيام وأثناء سيره في غابة خيزران حطّاب الخيزران العجوز والذي يدعى «تاكيتوري نو أوكينا» لاحظ ساق خيزران متوهج، عندما قام بقطع هذا الساق وجد داخله طفلة رضيعة صغيرة جداً بحجم الإبهام داخل هذا الساق، ولأن الرجل لم يكن يملك أبناء أخذ هذه الطفلة وقرر مع زوجته تربيتها وأعطياها اسم «كاغويا-هيمي» (الأميرة-كاغويا) ومنذ تلك اللحظة كان الرجل يعثر على قطعة صغيرة من الذهب في داخل كل ساق خيزران يقطعه، حتى أصبحت الأسرة غنية، وبعد ثلاثة أشهر نمت الأميرة-كاغويا من طفل رضيع قزم إلى امرأة بالحجم الطبيعي وبجمال إستثنائي، في البداية حاول الرجل العجوز إخفاء كاغويا عن الغرباء، لكن الأخبار حول جمالها إنتشرت بسرعة في جميع ألانحاء، وجذب لها هذا العديد من الخاطبين الذي طلبوا يدها للزواج.
وكان من بينهم خمسة من النبلاء وهم: الأمير «إيشيتسوكوري؛石作皇子»، والأمير «كوراموتشي؛車持皇子»، ووزير اليمين «آبي نو ميموراجي؛ 右大臣阿倍御主人»، والمستشار الأكبر [الإنجليزية] «أوتومو مو ميوكي؛ 大納言大伴御行»، وألمستشار الأوسط [الإنجليزية] «إسونوكامي نو ماروتاري؛ 中納言石上麻呂»، أقنع هذا الرجل العجوز في نهاية المطاف أن يخبر الأميرة-كاغويا للإختيار من بينهم، إلا أن الأميرة-كاغويا الغير مهتمة وضعت خمسة طلبات مستحيلة، ستطلب من كل شخص منهم بالترتيب إحضار شيء ما ومن يتمكن من إحضاره ستوافق على زواجه وهذه الأشياء هي:
- وعاء التسول الحجري لبوذا من الهند.
- غصن شجرة مليء بالجواهر من جزيرة هوراي [الإنجليزية] الأسطورية.
- جلد جرذ النار الصيني.
- جوهرة ملونة من عنق تنين.
- الصدف الذي يولده طائر السنونو.

وبمعرفته بإستحالة هذا الطلب قدم النبيل الأول وعاء حجري مزيف لكنه كُشف بعدما رأت الاميرة كاغويا أنه لم يتوهج بضوء مقدس، قدم النبيل الثاني غصناً طلب من أفضل تجار المجوهرات صناعته لكنه كشف عندما أتى الحرفيون إلى منزل كاغويا للحصول على أتعابهم، والنبيل الثالث تعرض للخداع من تاجر صيني أحضر له فراء مزيف إحترق بسهولة عند إختباره في النار، والنبيل الرابع ذهب للبحث عن تنين في البحر لكنه إنسحب وإستسلم بعدما ضربته عاصفة، والنبيل الخامس سقط من مكان مرتفع جداً عندما حاول الوصول إلى عش السنونو.
بعد هذا أتى إمبراطور اليابان بنفسه ليرى الأميرة-كاغويا، وسرعان ما وقع في حبها وطلب منها أن تتزوجه دون أن يخضع للطلبات المستحيلة التي واجهها النبلاء، رفضت الأميرة-كاغويا طلبه للزواج وأخبرته أنها ليست من هذه البلاد التي يحكمها ولا يمكنها أن تذهب معه بسهولة إلى القصر، ظلت كاغويا على إتصال مع الإمبراطور لكنها استمرت برفض طلباته وعروضه للزواج، ومرت ثلاث سنوات يتواصلان خلالها بالرسائل.

في ذلك الصيف، عندما شاهدت الأميرة-كاغويا القمر المكتمل، إمتلأت عيناها بالدموع، مما أثار قلق كبير لدى الرجل وزوجته فدفعهم هذا إلى سؤالها، لكنها لم تكن قادرة على إخبارهم عن الأمر وبدأ سلوكها يزداد إضطراباً حتى كشفت لهم أخيراً أنها ليست من هذا العالم وعليها العودة إلى شعبها وأهلها على القمر.
في إصدار من القصة يقول: أنها أُرسلت من القمر إلى الأرض لتشكل إرتباطاً مادياً [الإنجليزية] كعقوبة مؤقته للتكفير عن بعض الذنوب.

بينما في إصدار آخر يقول: أنها أُرسلت إلى الأرض من أجل الحفاظ على سلامتها من حرب سماوية.
والذهب الذي كان يجده الرجل العجوز في الخيزران أُرسل إلى الأرض من شعب القمر لدفع تكاليف رعاية ونفقات الأميرة-كاغويا، ومع إقتراب موعد عودتها إلى شعبها أرسل الإمبراطور العديد من الحراس لحمايتها من شعب القمر، ولكن عندما نزل وفد الكائنات السماوية من الحاشية إلى منزل الحطّاب لأخذ الأميرة، ظهر ضوء غريب أعمى الحراس.
فأعلنت الأميرة-كاغويا بالرغم من أنها أحبت العديد من أصدقائها على الأرض، إلا أنها يجب أن تعود مع هذا الوفد إلى موطنها الحقيقي على القمر، فكتبت العديد من الملاحظات الحزينة التي تعتذر فيها من أبويها اللذان قاما برعايتها ومن الإمبراطور، وأعطت الرجل وزوجته ردائها الخاص كتذكار لها، ثم أخذت القليل من إكسير الخلود وأرفقت معه رسالة إلى الإمبراطور، وسلمته لأحد ضباط الحراسة، عندما أعطته الأمانة رداء من الريش وضع على كتفيها ويبدو بأن كل حزنها وتعاطفها مع شعب الأرض قد تلاشى، فصعدت مع وفد الحاشية إلى السماء حيث تمت إعادتها إلى عاصمة القمر «تسوكي نو مياكو؛ 月の都» مفارقةً والديها بالتبني على الأرض تملأهما الدموع.
بسبب الحزن الشديد سرعان ما أصيب الرجل وزوجته بالمرض وأصبحا طريحي الفراش، وعاد الضابط إلى الإمبراطور حاملاً الأمانة التي أعطته إياها الأميرة-كاغويا كآخر شيء فعلته قبل ذهابها وأبلغ عمّا حدث، قرأ الإمبراطور رسالتها وتغلبه الحزن ثم سأل حاشيته «أي جبل هو الأقرب إلى السماء؟»، أجاب أحدهم الجبل العظيم في مقاطعة سوروغا [الإنجليزية]، أمر الإمبراطور رجاله بأخذ الرسالة إلى قمة الجبل وحرقها على أمل أن يصل رده إلى الأميرة البعيدة، كما أمر الرجال بحرق إكسير الخلود، لأن الإمبراطور لم يرغب بالعيش إلى الأبد دون أن يتمكن من رؤية الأميرة-كاغويا.
تقول الإسطورة أن كلمة «الخلود؛ 不死» الواردة في القصة تلفظ (فوشي)، أصبحت أسم ذلك الجبل (جبل فوجي)، ويذكر أيضاً أن حروف الكانجي المتكون منها أسم «فوجي؛富士山» تعني حرفياً (جبل مليء بالمحاربين)، مشتق من صعود جيش الإمبراطور إلى الجبل لتنفيذ أوامره بحرق الرسالة والإكسير. كما يقال أيضاً أن دخان الحرق على قمة الجبل لا يزال يرتفع حتى الزمن الحالي.
ربما يعود هذا إلى حقيقة أن جبل فوجي هو بركان خامد لكنه في الماضي كان أكثر نشاطاً فكان يرى الكثير من الدخان يتصاعد منه.

## الإرتباطات الأدبية

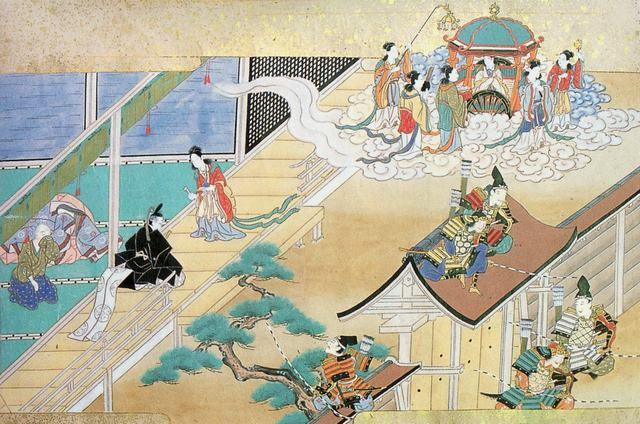
رسمة تجسد حدث عودة الأميرة-كاغويا إلى القمر.

تم إستخلاص عناصر الحكاية من قصص سابقة، حيث يظهر بطل الحكاية الحطّاب العجوز المسمى «تاكيتوري نو أوكينا» في المجموعة الشعرية الأقدم مان يوشو (المجموعة 759؛ القصيدة 3791)، وفيها يلتقي الحطّاب بمجموعة من النساء الغريبات، يشير هذا إلى وجود صورة أدبية أو حكايات تدور حول حطّاب الخيزران والنساء السماويات أو المتصوفات.
كما تظهر حكاية مشابهة في مجموعة «كونجاكو مونوغاتاري» في القرن الثاني-عشر (المجلد 31، الفصل 33) على الرغم من أن علاقة الحكايتين لا تزال موضع نقاش.

## علاقتها بقصة «بانزو غونيانغ»

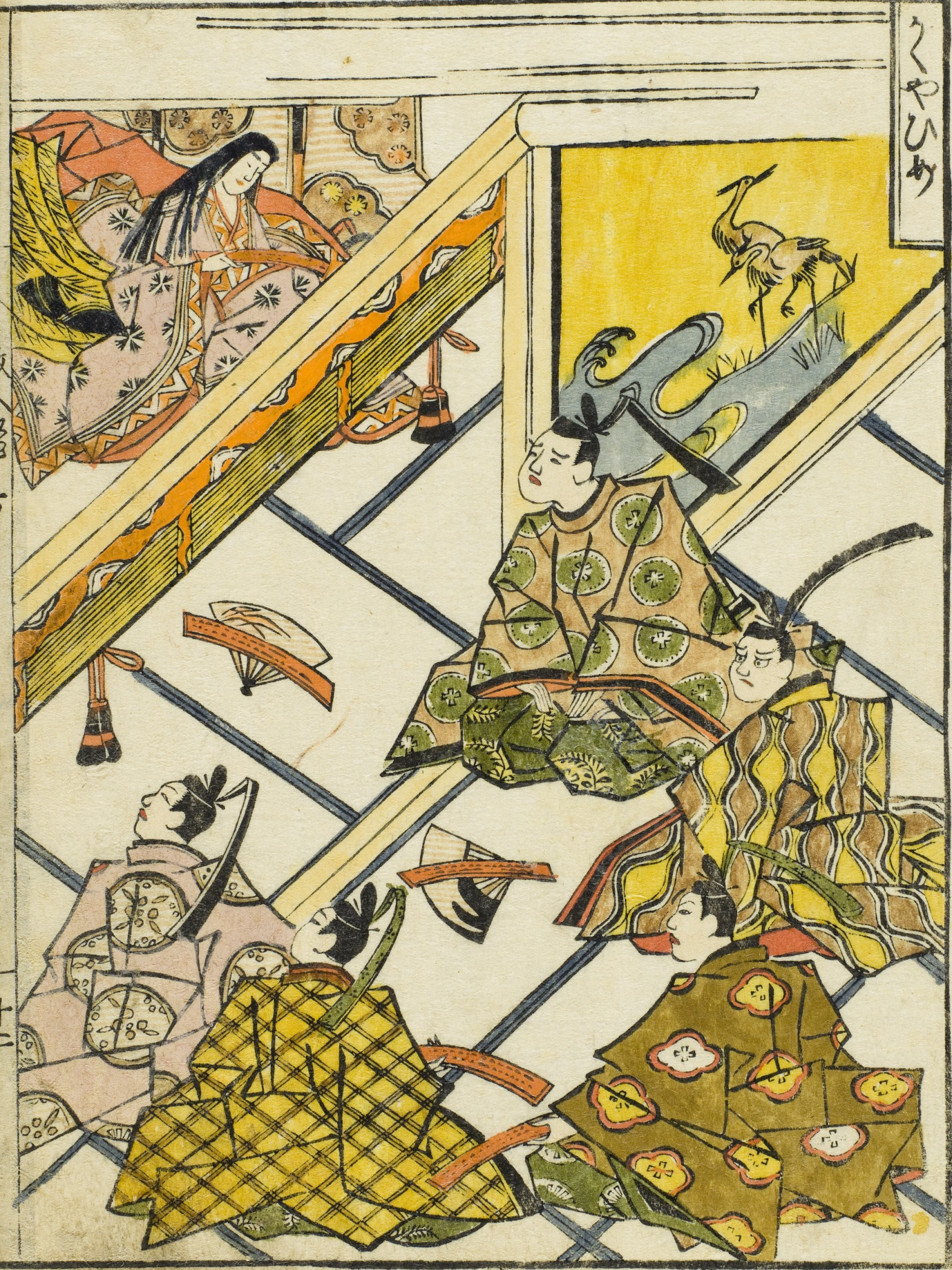
رسمة تعود للقرن السابع عشر للأميرة كاغويا مع النبلاء الخمسة.

في عام 1957، صدر كتاب «جينيو فينغهوانغ؛金玉鳳凰» وهو كتاب صيني يجمع العديد من الحكايات التبتية الأصل، وفي بدايات عام 1970، الباحثون في الأدب الياباني أدركوا أن قصة «بانزو غونيانغ؛班竹姑娘» إحدى الحكايات الواردة في الكتاب تملك أوجه شبه مع «حكاية حطّاب الخيزران»، في البداية إعتقد العديد من الباحثين أن قصه «بانزو غونيانغ» يجب أن تكون مرتبطة بحكاية حطّاب الخيزران، بالرغم من أن البعض الآخر كانوا مشككين في هذا.
ففي الثمانينات من القرن العشرين، أظهرت الدراسات أن العلاقة بين الحكايتين ليست بالبساطة كما كان يُعتقد في البداية، حيث قَدم أوكوتسو هارو مراجعة شاملة، ووضح أن كتاب «جينيو فينغهوانغ» كان مخصصاً للأطفال أصلاً، أعطى هذا محرر الكتاب بعض الحرية في إنتقاء وتنسيق القصص، فوجد أن قصة «بانزو غونيانغ» لا تظهر في أي مجموعة قصصية فلكلورية أخرى عدا هذا الكتاب.
كتب شخص من مواليد التبت، أنه لا يعرف تلك القصة، كما ذهب أحد الباحثين بنفسه إلى سيشوان ووجد أن الباحثين المحليين في تشنغدو بإستثناء من إطلع على كتاب «جينيو فينغهوانغ» لا أحد منهم يعرف هذه القصة، كما لم يعرف الناشطون في هذا المجال في مقاطعة نغوا التبتية وتشيانغ ذاتية الحكم [الإنجليزية] هذه القصة أيضاً.

## الإرث الأدبي
تم تصنيف حكاية حطّاب الخيزران على أنها «نموذج أولي للخيال العلمي» حيث إشتملت القصة على عناصر من الخيال العلمي، منها أن الأميرة-كاغويا هي أميرة من القمر تم إرسالها إلى الأرض للحفاظ على سلامتها من حرب سماوية، وشخص من خارج الكوكب ينمو ويتربى على يد بشر على الأرض، ثم تعاد الأميرة إلى القمر من قبل عائلتها الحقيقية الغير أرضية، كما يُظهر الرسم التوضيحي للقصة آلة طائرة مستديرة تشبه الصحن الطائر عادت بالأميرة إلى القمر.

## روابط خارجية
- Tetsuo Kawamoto؛ The Moon Princess (ترجمة Clarence Calkins)